# Stuart Beck

Stuart Beck -- Trusteeship Council

Stuart Jay Beck (Manhattan, 23 de dezembro de 1946 — 29 de fevereiro de 2016) foi um praticante da lei americano e um diplomata do Palau. Como advogado, ele ajudou a negociar o Tratado de Livre Associação, que estabeleceu Palau como uma nação independente em livre associação com os Estados Unidos em 1994. Por suas contribuições para Palau, foi-lhe concedida a cidadania honorária. Em 2003, ele aceitou o postar para o primeiro representante permanente de Palau para as Nações Unidas. Ele serviu continuamente nesta posição até 2013, momento em que ele foi nomeado como primeiro embaixador das Nações Unidas de Palau para oceanos e os mares. Além de sua posição atual, Beck Co-Presidentes (com Amir Dossal) do Oceans Alliance Sustentável, uma organização dedicada à adopção pela Assembleia Geral de uma meta de desenvolvimento sustentável sobre os oceanos.